# Berlin-Blankenbourg
Pour les articles homonymes, voir Blankenburg.
Berlin-Blankenbourg (en allemand : Blankenburg [ˈblaŋkənˌbʊʁk]) est un quartier de Berlin faisant partie de l'arrondissement de Pankow, du nord de la capitale allemande. Intégré lors de la réforme territoriale du Grand Berlin le 1er octobre 1920, il faisait partie de l'ancien district de Pankow puis du district de Weißensee de 1986 jusqu'en 2001 et la formation de l'actuel arrondissement.

## Géographie

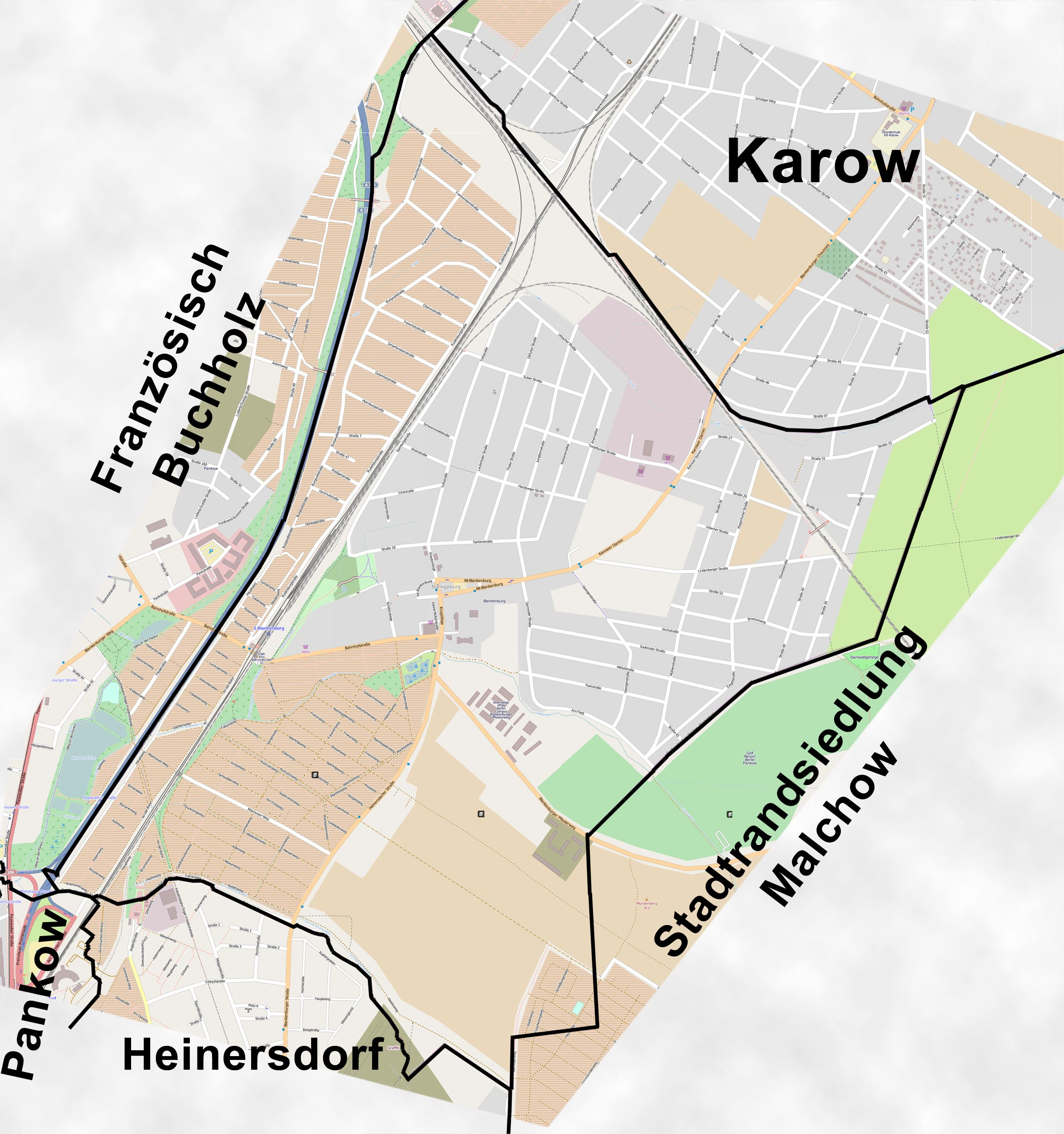
Carte de Blankenbourg et des quartiers limitrophes.

Le quartier se trouve sur le plateau de Barnim qui s'éleve au nord-est de la vallée de la Sprée. Blankenbourg confine au quartier de Französisch Buchholz à l'ouest, aux quartiers de Pankow et de Heinersodrf au sud, au quartier de Stadtrandsiedlung Malchow à l'est, et au quarter de Karow au nord.
Le quartier est principalement constitué de maisons individuelles et de jardins familiaux. La ligne de Berlin à Szczecin et la ligne de la grande ceinture de Berlin traversent le quartier. La rivière Panke et la Bundesautobahn 114 marquent la limite occidentale. 

## Histoire
L'ancien village dans la marche de Brandebourg est fondé dans les années 1220, les premiers colons dérivant probablement du duché de Saxe, ce que rappelle le nom repris de Blankenburg (Harz). L'église fut construite vers l'an 1250. Un certain Anselm de Blanckenborch est mentionné dans un acte de 1271, délivré par l'évêque de Brandebourg. Dès 1436, le manoir de Blankenbourg était de propriété de la famille von Blankenfeld. 
Les domaines furent acquis par Frédéric Ier, roi en Prusse, en 1710 ; il les ajoute à la seigneurie de Schönhausen. En 1882, la propriété a été achetée par la municipalité de Berlin.

## Démographie
Le quartier comptait 6 810 habitants le 1er janvier 2017 selon le registre des déclarations domiciliaires, c'est-à-dire 1 120 hab./km2.

## Transports

### Gares de S-Bahn
Ligne de Berlin à Szczecin : 
   Blankenbourg